# Circulation Journal
Het Circulation Journal is een internationaal, aan collegiale toetsing onderworpen wetenschappelijk tijdschrift op het gebied van de cardiologie. De naam wordt in literatuurverwijzingen meestal afgekort tot Circ. J. Het wordt uitgegeven door de Japanese Circulation Society.